# Nuda sotto la pelle
Nuda sotto la pelle (The Girl on a Motorcycle) è un film del 1968 diretto da Jack Cardiff, basato sul romanzo La motocicletta di André Pieyre de Mandiargues.

## Trama
La novella sposa Rebecca lascia il letto coniugale, in Alsazia, e parte in moto per raggiungere l'amante a Heidelberg; lungo il percorso, s'abbandona a fantasie psichedeliche nelle quali rivive l'evoluzione del rapporto con entrambi.

## Produzione
Il film prende il titolo dalla scena della vestizione di Rebecca, in cui è mostrato che sotto la tuta da moto integrale non indossa nulla.
Nelle scene a bordo della motocicletta girate sulle medie-lunghe distanze, come controfigura fu usato il pilota britannico Bill Ivy, con indosso una parrucca bionda.

## Distribuzione
Il film, nell'edizione originale The Girl on a Motorcycle, è stato distribuito anche con il titolo alternativo Naked Under Leather. In Francia il film è stato distribuito con il titolo La motocyclette.
Il lungometraggio avrebbe dovuto competere al Festival di Cannes 1968, la manifestazione fu però interrotta a seguito degli eventi del maggio francese.